# Résistance éthiopienne

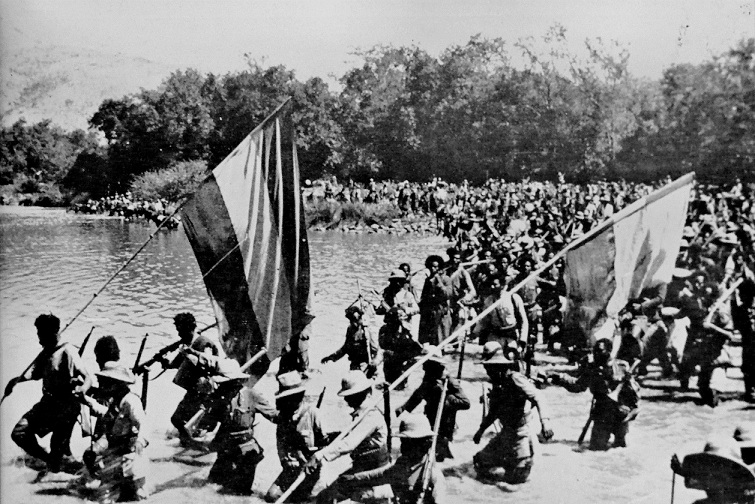
Patriotes éthiopiens traversant la rivière Omo durant la Campagne d'Afrique de l'Est.

La résistance éthiopienne (dite en amharique : l'Arbegnoch) correspond à l’ensemble des mouvements de résistance développés par les Éthiopiens face à l'occupation mussolinienne du pays de 1936 à 1941. Cette occupation fait suite à l’invasion par les troupes fascistes de 1935 à 1936, en rupture avec les principes de la Société des Nations qui révèle alors son impuissance.
L’empereur Hailé Sélassié est alors parti en exil à Londres, à la suite de la prise d’Addis-Abeba le 9 mai 1936, et lance un appel à la Société des Nations, où il affirme notamment que son pays ne reconnaîtra jamais sa soumission. Refusant de signer l’armistice, il sauvegarde ainsi l’indépendance du pays et soutient l’esprit de contestation intérieur.
Tout comme l’invasion du pays, son occupation est le théâtre de crimes de guerre par les troupes italiennes, notamment par l’utilisation d’armes chimiques qui stimulent les mouvements de résistance. Le pays est libéré en 1941 par les Alliés soutenus par de nombreuses troupes éthiopiennes, constituées par les Arbegnotch (Partisans) lors de la Campagne d'Afrique de l'Est.

## Les premiers actes de résistance
La barbarie avec laquelle s’est effectuée la conquête italienne, ainsi que l’exil de l’empereur qui en refusant de signer l’armistice, maintient l’horizon de la libération du pays, donnent dès le début de l’occupation très peu de soutien à l'envahisseur au sein de la population éthiopienne. Beaucoup sont ainsi déterminés à poursuivre la lutte.
La résistance est initialement l’œuvre de groupes indépendants et non-coordonnés.
Le premier acte de résistance est dirigé par Lej Hayla Maryam Mammo (en), de Debre Berhan, à 130 kilomètres au nord d’Addis-Abeba, qui le 4 mai 1936 prend en embuscade des troupes se dirigeant vers la capitale. Son action lui vaut en Éthiopie le nom de « premier arbagna » (patriote), du Choa.
En réponse, Graziani tente de mettre un terme à la contestation  réaffirmant dès la mi-mai que l’Italie était déterminée à rester « maîtresse » de l’Éthiopie « quel qu’en soit le prix ». Les résistants sont menacés de mesures d’« extrême sévérité » et ceux qui collaborent de la « plus grande des générosités ». Un télégramme de Mussolini daté du 5 juin, ordonne de « fusiller tous les résistants fait prisonniers ».
Les menaces entament peu les résistants qui profitent de la saison des pluies durant l’été 1936, pour accentuer les actions en tentant de reprendre la capitale Addis-Abeba. Le 28 juillet, un des jeunes chefs du Choa Dajazmach Abarra Kasa, fils du Ras Kasa Haylu, lance l’assaut du nord-ouest, mais est repoussé par l’artillerie aérienne[Quoi ?]. Le 26 août, un ancien officier de Ménélik, Dejazmach Balcha Safo, lance l’assaut du sud-ouest, mais est repoussé de la même manière. Après la saison des pluies, les italiens reprennent l’offensive et continuant de mener des campagnes de bombardement et de gazage de villages, dans le Choa, le Lasta, Charchar, Yergalam, entre autres.

## L’attentat contre Graziani
L’un des actes resté le plus tragiquement célèbres de cette résistance est l’œuvre de deux jeunes érythréens, Abraha Daboch et Moges Asgadom. Le 19 février 1937, ils tentent d’assassiner Graziani.
Les fascistes réagissent violemment à la tentative d’assassinat de leur commandant en chef, menant une campagne de massacre qui durera trois jours parmi la population civile d’Addis-Abeba, au cours de laquelle, entre le 19 et 21 février, des milliers d’innocents trouveront la mort.

## Le massacre de Debre-Libanos
Le 20 mai, Graziani ordonne l’exécution des prêtres du monastère de Debré Libanos. 297 prêtres sont fusillés, et 129 diacres, quelques jours plus tard, Graziani avertira Mussolini par télégraphe : « Du monastère, il ne reste plus une trace ».

## Le développement de la résistance
De nombreux survivants des journées de massacre fuient la capitale et rejoignent les insurgés. Encouragés par leur nombre, ils décident de porter l’offensive  durant la saison des pluies de l’été 1937, dans le Lasta dirigé par Dajazmach Haylu Kabada, et dans le Godjam dirigé par Dajazmach Mangasha et Belay Zeleqe. Tout comme lors de l’invasion du pays, Mussolini ordonne à nouveau à Graziani d’« utiliser tous les moyens possibles, y compris les armes chimiques », cette fois pour écraser la résistance. Graziani se révèle malgré tout incapable de mettre fin à l’insurrection dans le Choa, et ouvre des négociations de paix avec le leader, le ras Abebe Aregai.
Les forces italiennes repartent à l’offensive après les pluies. Les insurgés ne perdent pas espoir : conscient des divergences politiques croissantes entre « totalitaires » et « démocrates »,  ils sont conscients que l’Europe finira par  subir elle aussi les conséquences du fascisme, ce qui finira par l’obliger à venir leur apporter son soutien : Graziani admet, le 9 novembre 1937, que les « rebelles » espéraient le déclenchement d’une guerre européenne.
Des tentatives de former une résistance organisée commencent à prendre forme. C’est le cas notamment des trois leaders principaux du Choa : Lej Zawde Asfaw, Blatta Takala Walda Hawaryat,et Shalaqa Mesfin Sileshi. Ils lancent un manifeste invitant les populations du Godjam à les rallier. Graziani, s’en référant aux patriotes du Choa, déclare nécessaire de : « les éliminer, les éliminer, les éliminer ».
Les principaux mouvements de résistance se retrouvent dans le Choa, le Begemder et le Godjam, mais en étant supportés par l’ensemble du pays. Parmi les plus ardents combattants on trouve des déserteurs érythréens de  l’armée coloniale italienne. Un mouvement clandestin se crée à Addis-Abeba et dans d’autres villes, leurs membres sont désignés du nom de wust arbagna, (patriotes de l’intérieur). Ils aident à fournir une assistance militaire, médicale ou des approvisionnements et des informations sur les mouvements de troupe italiens, nécessaires aux résistants combattants. De nombreuses femmes font alors partie de la résistance ; parmi les plus connues, la fille du ras Kassa ou la renommée Shawaragga Gadle
L’impossibilité de mettre fin à la résistance provoque la démission de Graziani, le 26 décembre 1937, et son remplacement par le duc d'Aoste, membre de la famille royale italienne. Peu de temps après sa prise de fonction, le général Ugo Cavallero, admet que de « larges parties » du Choa et de l'Amhara sont entrées en rébellion, et que des « poches de résistance persistent dans le sud-ouest, en ayant « le soutien complet » de la population qui était prête à les joindre. L’étendue de l’opposition à l’envahisseur est confirmée par Haile Selassie en exil, qui affirme que la résistance est « plus étendue » que jamais. Le petit-fils de Ménélik II, Lej Yohannes Iyasu, entré en résistance, observe que l'envahisseur, malgré son contrôle sur les principales villes, est incapable de conquérir le pays.
En 1939, année du déclenchement de la guerre en Europe, la situation d’impasse dans laquelle se trouve l’Italie ne fait que s’accentuer. Les italiens échouent à mettre fin à la résistance, mais les Éthiopiens sont eux aussi incapables de pénétrer les lignes ennemies. Le beau-fils de Mussolini, Galeazzo Ciano, note le 1er janvier 1940 que le Duce est « très mécontent », de l’« insurrection totale » en Amhara, et que 65 bataillons italiens se retrouvaient forcés de vivre consignés dans des forts.

Le chef fasciste Arcanovaldo Bonacorsi rapporte en mai que l'empire se trouve partout dans « un état de rébellion latent », qui peut avoir :

« son dénouement tragique lorsque la guerre éclatera avec nos ennemis. Si un détachement anglais ou français était amené à entrer en un point, il n’aurait besoin que de peu ou d’aucune troupe puisqu’ils trouveraient alors un vaste nombre d’Abyssins prêt à les rejoindre et à faire battre en retraite nos forces. »

— Arcanovaldo Bonacorsi, mai 1939